# Бесстыжие (сезон 4)
Бесстыжие 4 сезон
Очередные приключения семейки Галлагеров, Фрэнку запрещают пить, у Фионы развивается служебный роман,  Лип готовится к поступлению в Университет, Йен отправляется в армию, Кев и Вероника готовятся к рождению ребенка, Шейла обнаруживает огромное наследство…